# Le Petit Bras (vattendrag i Kanada, Québec, lat 48,57, long -70,97)
Le Petit Bras är ett vattendrag i Kanada.   Det ligger i provinsen Québec, i den östra delen av landet, 500 km nordost om huvudstaden Ottawa.
I omgivningarna runt Le Petit Bras växer i huvudsak blandskog. Trakten runt Le Petit Bras är nära nog obefolkad, med mindre än två invånare per kvadratkilometer.